# Берегівська сільська рада (Млинівський район)
Бе́регівська сільська́ ра́да — колишній орган місцевого самоврядування у Млинівському районі Рівненської області. Адміністративний центр — село Береги.

## Загальні відомості
- Берегівська сільська рада утворена в 1939 році.
- Територія ради: 18,82 км²
- Населення ради: 1 277 осіб (станом на 2001 рік)
- Територією ради протікає річка Іква.

## Населені пункти
Сільській раді були підпорядковані населені пункти:
- с. Береги
- с. Перевередів

## Склад ради
Рада складалася з 16 депутатів та голови.
- Голова ради: Ільчук Ігор Полікарпович
- Секретар ради: Нечипорук Надія Дмитрівна

### Керівний склад попередніх скликань
| Прізвище, ім'я, по батькові | Основні відомості                                                                                  | Дата обрання | Дата звільнення |
| --------------------------- | -------------------------------------------------------------------------------------------------- | ------------ | --------------- |
| Ільчук Ігор Полікарпович    | Сільський голова, 1961 року народження, освіта вища, член Всеукраїнського об'єднання «Батьківщина» | 26.03.2006   | 31.10.2010      |
| Ільчук Ігор Полікарпович    | Сільський голова, 1961 року народження, освіта вища, член Народної партії                          | 31.10.2010   |                 |

Примітка: таблиця складена за даними сайту Верховної Ради України